# Maráthi (Crète)
Pour les articles homonymes, voir Marathi.
Maráthi (en grec moderne : Μαράθι) est un village de Crète, en Grèce, situé dans la presqu'île d'Akrotiri. Selon le recensement de 2001, la population est de 304 habitants.
Dans l'antiquité, le port de la cité d'Aptera appelé Minoa se serait situé sur l'emplacement de l'actuelle Maráthi.